# Гуртай, Любомир
Любомир Гуртай (словац. Ľubomír Hurtaj; род. 28 ноября 1974 года, Топольчани, Чехословакия) — словацкий хоккеист, игравший на позиции нападающего.

## Карьера
Воспитанник хоккейной школы ХК «Топольчани». Выступал за ХК «Топольчани», ХК Прешов, ХК «Спишска Нова Вес», ХК «Нитра», ХК «Банска Быстрица», «Дукла» (Тренчин), «Слован» (Братислава), ХК «Пльзень», ХИФК (Хельсинки), ХК «Карловы Вары», ХК «Лозанна», «Гриззли Адамс Вольфсбург», ХК «Витковице», ХКм «Зволен», «Гилфорд Флэймз», ХК «Меркуря-Чук».
В составе национальной сборной Словакии провел 55 матчей (12 голов); участник чемпионата мира 2000.

## Достижения
- Серебряный призер чемпионата мира (2000)
- Чемпион Словакии (2002, 2003, 2007), бронзовый призер (2001)
- Бронзовый призер чемпионата Финляндии (2004)